# دستور ماندن در منزل
دستور ماندن در منزل (همچنین به عنوان پناه در محل نیز شناخته می‌شود) دستوری که از طرف یک مقام مسئول برای محدود کردن تجمع به عنوان استراتژی قرنطینه جمعی برای سرکوب یا کاهش یک بیماری همه‌گیر یا دنیاگیر با دستور دادن به ساکنان برای ماندن در خانه و بیرون نیامدن به جز موارد ضروری یا رفتن به کار در مورد مشاغل اساسی، صادر می‌شود. در بسیاری موارد، فعالیت و تردد در فضای باز مجاز است. مشاغل غیر ضروری یا بسته شده٬اند یا به دلیل کار در خانه (دورکاری) تغییر می‌کنند. در برخی موارد، این کار به عنوان یک مقررات منع رفت‌وآمد (حکومت نظامی) روزانه اجرا شده‌است. اقدامات مشابهی در سراسر جهان استفاده شده‌است، اما در عوض از اصطلاح محبوس کردن استفاده شده‌است. برخی از مقامات این نگرانی را دارند که کلمه محبوس کردن ممکن است پیام اشتباهی برای مردم ارسال کند تا به اشتباه تصور کنند که شامل جستجوی درب به درب و قرار دادن افراد در قرنطینه ای مشابه قرنطینه ۲۰۲۰ ووهان است.